# 芸術祭 (美術大学)
芸術祭（げいじゅつさい）は、美術大学、芸術大学で開催される学園祭の一種。

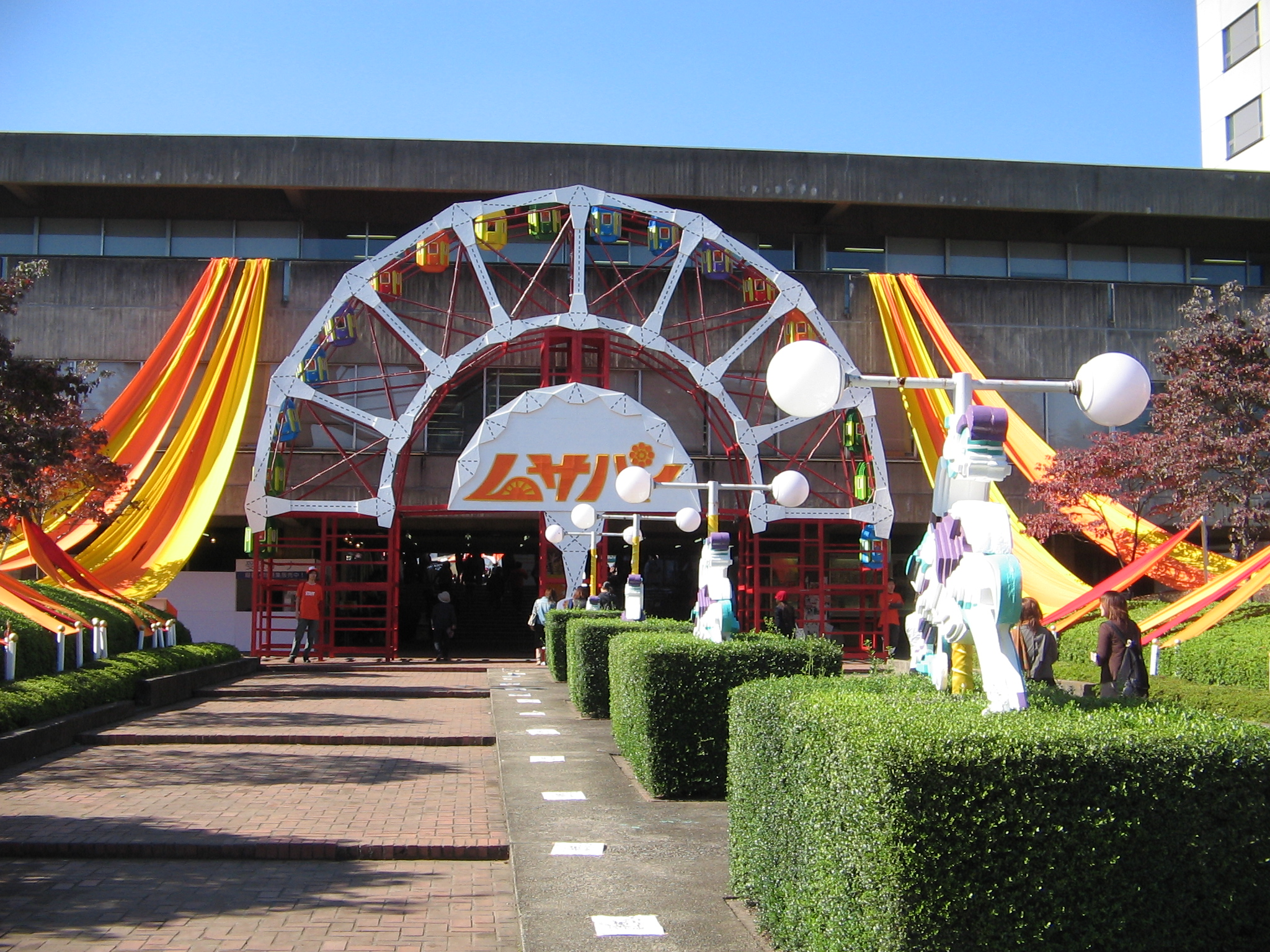
2005年武蔵野美術大学芸術祭の模様（学校入り口）

一般大学の学園祭と同じくコンサートや模擬店等の他に、学生による作品の展示やファッションショー等の催しを特徴とする。
特に作品展示は作品を学外の多くの人間に見てもらう機会であり、芸術祭での展示をきっかけにギャラリーや美術館の誘いを受け学外展示を行う学生もいる。また、複数の美術大学が作品展示を行う交流展が開かれることもある。

## 芸術祭を行う主な美術大学
- 東京藝術大学（2008年度は9月5・6・7日）
- 武蔵野美術大学
- 多摩美術大学
- 東京造形大学
- 女子美術大学
- 愛知県立芸術大学